# Kritnaphop Mekpatcharakul
Kritnaphop Mekpatcharakul (thailändisch กฤตณภพ เมฆพัชรกุล, * 26. August 1983 in Bangkok), auch als Porn (thailändisch พร) bekannt, ist ein thailändischer Fußballspieler.

## Karriere
Kritnaphop Mekpatcharakul stand von 2013 bis 2017 bei Army United unter Vertrag. Der Verein aus der thailändischen Hauptstadt Bangkok spielte bis Ende 2016 in der ersten Liga des Landes, der Thai Premier League. Ende 2016 stieg der Verein in zweite Liga ab. Von 2013 bis 2015 wurde er an den Ligakonkurrenten TOT SC, ein Verein, der ebenfalls in Bangkok beheimatet war, ausgeliehen. Für TOT stand er 56-mal auf dem Spielfeld. Die Saison 2016 spielte er ebenfalls auf Leihbasis beim Erstligisten Ratchaburi Mitr Phol in Ratchaburi. 2017 kehrte er nach der Ausleihe zur Army zurück. 2018 wechselte er zum Viertligisten Uttaradit FC. Der Verein aus Uttaradit spielte in der vierten Liga, der Thai League 4, in der Northern Region. Mit Uttaradit wurde er 2018 und 2019 Meister der Region.

## Erfolge
Uttaradit FC
- Thai League 4 – North: 2018, 2019